# Coton Sport Football Club
El Coton Sport Football Club es un equipo de fútbol de Benín que juega en la Premier League de Benin, la primera división nacional.

## Historia
Fue fundado en el año 1999 en la ciudad de Natitingou con el nombre Taneká FC, el cual cambiaron por el de Coton Sport a mediados de 2021 y se mudaron a la ciudad de Ouidah, al inicio de la temporada en la que sería campeón de liga por primera vez e su historia.
El club participó por primera vez a nivel internacional en la Liga de Campeones de la CAF 2022-23 donde fue eliminado en la primera ronda por el ASEC Mimosas de Costa de Marfil.

## Palmarés
- Premier League de Benin: 3

2021-22, 2022-23, 2023-24

## Participación en competiciones de la CAF
| Temporada | Torneo                      | Ronda | Club                   | Casa | Visita | Global  |
| --------- | --------------------------- | ----- | ---------------------- | ---- | ------ | ------- |
| 2022/23   | Liga de Campeones de la CAF | 1     | ASEC Mimosas           | 1-2  | 0-2    | 1-4     |
| 2023/24   | Liga de Campeones de la CAF | 1     | ASEC Mimosas           | 0-0  | 0-2    | 0-2     |
| 2024/25   | Liga de Campeones de la CAF | 1     | AS Douanes Ouagadougou | 1-1  | 0-0    | 1-1 (a) |